# Al Qanāyāt
Al Qanāyāt (arabiska: القنايات) är en ort i Egypten.   Den ligger i guvernementet ash-Sharqiyya, i den norra delen av landet, 60 km norr om huvudstaden Kairo. Al Qanāyāt ligger 14 meter över havet och antalet invånare är 42 912.
Terrängen runt Al Qanāyāt är mycket platt. Runt Al Qanāyāt är det mycket tätbefolkat, med 3 022 invånare per kvadratkilometer. Närmaste större samhälle är Zagazig, 5,2 km sydost om Al Qanāyāt. Trakten runt Al Qanāyāt består till största delen av jordbruksmark.